# Periochi Tzionia
Periochi Tzionia este o arie protejată (arie de protecție specială avifaunistică — SPA) din Cipru întinsă pe o suprafață de 6.842,8 ha, integral pe uscat.

## Localizare
Centrul sitului Periochi Tzionia este situat la coordonatele 34°55′05″N 33°11′55″E / 34.9181°N 33.1986°E.

## Înființare
Situl Periochi Tzionia a fost declarat arie de protecție specială avifaunistică în aprilie 2008 pentru a proteja 60 de specii de animale.

## Biodiversitate
Situată în ecoregiunea mediteraneană, aria protejată nu include niciun habitat protejat.
La baza desemnării sitului se află mai multe specii protejate de  păsări (60): uliu porumbar (Accipiter gentilis), uliu păsărar (Accipiter nisus), Alectoris chukar, fâsă de luncă (Anthus pratensis), lăstunul mare (Apus apus), Aquila fasciata, șorecarul comun (Buteo buteo), șorecar mare (Buteo rufinus), caprimulg (Caprimulgus europaeus), rândunică roșcată (Cecropis daurica), Certhia brachydactyla dorotheae, erete de stuf (Circus aeruginosus), erete alb (Circus macrourus), Clamator glandarius, botgros (Coccothraustes coccothraustes), porumbel gulerat (Columba palumbus), dumbrăveancă (Coracias garrulus), cuc (Cuculus canorus), lăstun de casă (Delichon urbicum), Emberiza caesia, presură sură (Emberiza calandra), presură de grădină (Emberiza hortulana), Emberiza melanocephala, măcăleandru (Erithacus rubecula), șoim călător (Falco peregrinus), vânturel de seară (Falco vespertinus), cinteză (Fringilla coelebs), gaiță (Garrulus glandarius), rândunică (Hirundo rustica), Iduna pallida, sfrâncioc roșiatic (Lanius collurio), sfrânciocul cu frunte neagră (Lanius minor), Lanius nubicus, sfrâncioc cu cap roșu (Lanius senator), ciocârlie de pădure (Lullula arborea), privighetoare (Luscinia megarhynchos), prigoare (Merops apiaster), gaia neagră (Milvus migrans), mierlă de piatră (Monticola saxatilis), mierlă albastră (Monticola solitarius), codobatură galbenă (Motacilla alba), codobatură de munte (Motacilla cinerea), muscar sur (Muscicapa striata), Oenanthe cypriaca, pietrar sur (Oenanthe oenanthe), vrabie negricioasă (Passer hispaniolensis), Periparus ater cypriotes, viespar (Pernis apivorus), codroș de munte (Phoenicurus ochruros), codroșul de pădure (Phoenicurus phoenicurus), pitulice de munte (Phylloscopus collybita), pitulice-fluierătoare (Phylloscopus trochilus), mărăcinar (Saxicola rubetra), scatiu (Spinus spinus), turturică (Streptopelia turtur), Sylvia melanothorax, Sylvia ruppeli, mierlă (Turdus merula), sturz-cântător (Turdus philomelos), pupăză (Upupa epops).
Pe lângă speciile protejate, pe teritoriul sitului au mai fost identificate 10 specii de păsări.